# Budapešťská škola
Budapešťská škola byla centrem esperantské literární činnosti po více než dvě desetiletí mezi válkami a její vliv trvá. 
Téměř všichni vynikající esperantští básníci a spisovatelé v meziválečném období byli soustředěni a spolupracovali s revuí Literatura Mondo. Hlavními reprezentanty této školy byli Kalmán Kalocsay a Julio Baghy, dále Lajos Tárkony, Francisko Szilágyi, Károly Bodó, Vilmos Bleier a Tidivar Schwartz. Nejvýznamnějším spolupracovníkem jiné národnosti byl Francouz Gaston Waringhien. 
Tato škola nesmírně přispěla k vývoji a dokonalosti esperanta, k překonání diletantismu, k propracování esperantského verše a básnické techniky. 
Literatura Mondo bylo také vydavatelství, ve kterém během té doby vyšlo několik desítek cenných knih.